# Sūta
Pour les articles homonymes, voir suta (homonymie).
Cette page contient des caractères d'alphasyllabaires indiens. En cas de problème, consultez Aide:Unicode.
Sūta, terme sanskrit transcrit सूत en devanagari et sūta en IAST, désigne dans la littérature épique et puranique indienne à la fois des bardes chantres des rois et des dieux et une caste mixte inférieure dont le fils conduisent le plus souvent les chars des guerriers. La difficile conciliation de ces deux définitions très éloignées dans les mêmes textes antiques est à l'origine d'importantes discussions parmi les sanskristes modernes. Elle n'ont pas permis d'apporter un éclairage définitif sur le sens du mot qui est dès lors sujet à interprétations.

## Définitions
Les sūta sont évoqués dans la littérature védique, mais ils n'apparaissent à proprement parler qu'avec les épopées et les Purana où ils sont alors décrits avec force détails à la fois comme des bardes et comme des membres d'une caste mixte dont la fonction principale est d'être conducteur de char assistant un guerrier. Certains sont des personnages importants dont ces textes sanskrits racontent les histoires. 

### Lessūtaconteurs des Itihasa et des Purana
Le terme sūta se rapporte à une classe de conteurs dont le rôle et l'origine mythique sont décrits dans plusieurs Purana, en particulier dans le Padma Purana (en) et dans le Vayu Purana (en). Ce dernier défini ainsi explicitement la fonction de ces bardes : « Il est le devoir impérieux des sūta, ordonné par des saints d'autrefois, de préserver la généalogie des dieux, des sages et des rois les plus glorieux, ainsi que la tradition des grands hommes, telle qu'elles sont rapportées dans les Itihasa et dans les Purana par ceux qui sont versés dans la tradition védique. » (Vayu Purana I, 26-27).
Un peu plus loin, le Vayu Purana poursuit en révélant que le sūta primordial a jailli du soma lors du sacrifice du feu, le yajña, offert par Prithu (en) le premier roi. Après sa création, les sages lui ont demandé de chanter les louanges de Prithu. Ce dernier, comblé par ce panégyrique, lui a donné le pays d'Anūpa, à l'est de Magadha. Depuis, les sūta font l'éloge de tous les rois et les réveillent par des bénédictions (Vayu Purana I, 135-147).
La littérature épico-puranique représente ces sūta officiant à la cour des rois. Ainsi le Mahabharata les montre comme lorsque Yudhishthira du temps de sa prospérité est réveillé par des sūta chantant ses louanges. Ces mêmes personnages font aussi partie de la suite royale en temps de guerre. Lorsque Duryodhana se prépare à la bataille contre les Pandava, il est suivi par ses sūta.
Certains sūta éminents sont également des acteurs importants des histoires anciennes. Les textes sont en effet généralement construits comme des récitations dont les narrateurs sont eux-mêmes mis en scène. Le Vayu Purana (en) débute par exemple par une longue description élogieuse de Lomharshana, le sūta qui narre ce Purana (Vayu Purana I, 13-25). De la même façon, le Mahabharata est principalement conté par Ugrashravas (en), aussi nommé Sauti, le fils de Lomharshana, dont l'arrivée dans la forêt de Naimisha ainsi que les raisons de sa récitation devant une assemblée des sages sont décrites en détail dans le Livre du commencement (en).
Les textes sanskrit qui ont probablement beaucoup évolué au cours des siècles attribuent à ces sūta des fonctions et des statuts multiples, aussi bien profanes que sacerdotaux. Le sanskriste N.K. Sidhanta les classe en trois catégories : les religieux, les guerriers et les conteurs de cour; ce qui lui permet de les rapprocher des bardes celtiques de l'antiquité. Comme eux, ils pouvaient utiliser la poésie et le chant pour captiver leur auditoire.
La diversité des types de conteurs se perpétue au XIXe siècle et XXe siècle même si le nom de sūta a depuis longtemps disparu. L'indianiste Ludo Rocher (en) indique que les bhat (hi), mot hindi transcrit भाट en devanagari et bhāṭ en IAST, qui racontent encore aujourd'hui les Purana, pourraient être les successeurs des sūta antiques,

### Lessūtamembres d'une caste mixte de cochers

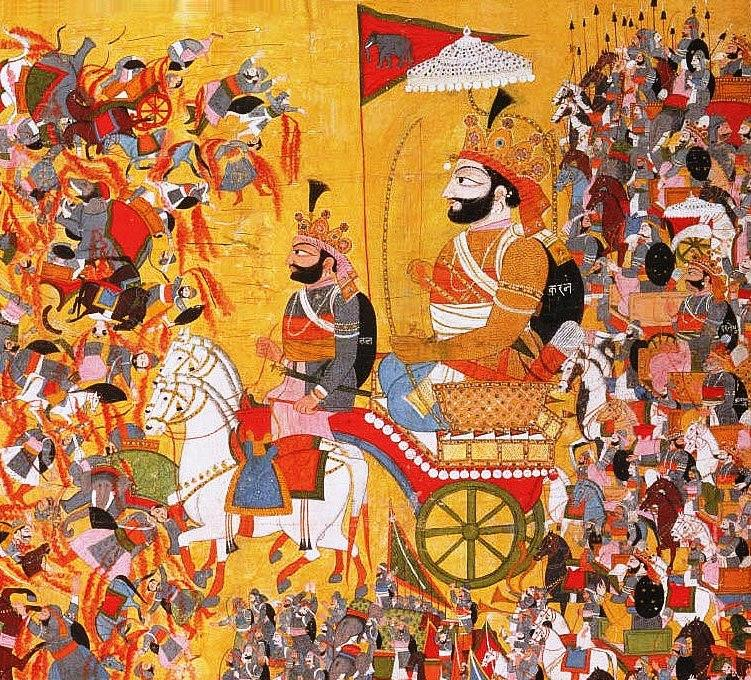
Karna, sūta par adoption, sur le champ de la bataille de Kurukshetra.

Mais les sūta sont aussi désignés dans les mêmes textes comme membres d'une caste mixte. Ainsi par exemple, le Vayu Purana (en) ajoute dans les strophes qui suivent celles où leur rôle de conteur est défini : « […] Pendant le sacrifice du noble roi Prithu (en) fils de Vena (en), Sūta apparu pour la première fois extrayant le soma pour l'offrir au feu, mais il devint d'une caste mixte lorsque l'offrande destinée à Brihaspati fût mélangée à celle destinée à Indra et fut offerte à Indra. Ainsi le Sūta fût né à cause de cette grave erreur; et des rites expiatoires durent être accomplis pour atténuer cette faute. » (Vayu Purana I, 28-29).
Cette caste inférieure est décrite, comme d'autres, dans le XIIIe chant du Mahabharata et au chapitre 10 des Lois de Manu,. Ces dernières spécifient en particulier : « D'un homme kshatriya et d'une fille brahmane né un fils de la caste des sūta » (Lois de Manu X,11),. Elles poursuivent en assignant à ces sūta nés dans l'ordre inverse, c'est-à-dire d'une mère de caste supérieure à celle de leur père, la fonction méprisée des deux-fois-nés consistant à s'occuper des chevaux et des chars (Lois de Manu X,47),. Ils doivent vivre à la vue de tous de leur occupation désignée aux pieds d'arbres consacrés, dans les cimetières, les collines ou dans les bosquets (Lois de Manu X,50). Enfin, étant nés dans l'ordre inverse, les sūta ont les caractéristiques des shudras (Lois de Manu X,41), c'est-à-dire en particulier qu'ils sont indignes de l'initiation védique.
Le Mahabharata met en scène plusieurs de ces sūta conducteurs de char. C'est le cas par exemple d'Adhiratha qui adopte Karna abandonné enfant aux eaux du Gange par sa mère Kunti (MBh III,292-293). Bien qu'étant le fils biologique d'une reine kshatriya et du dieu Surya, cette filiation adoptive fait de Karna un sutaputra méprisé. Sa condition aurait dû le condamner à n'être qu'un cocher assistant sans réellement combattre un guerrier kshatriya, mais il parvient à s'élever et devient un des protagonistes majeurs de l'épopée. Shalya (en), un kshastriya, conduit même son char lors de la bataille de Kurushetra. Kichaka, fils d'un sūta, s'extrait lui aussi des devoirs de sa caste en devenant le chef de l'armée du royaume des Matsya.

## Débats autour du sens du mot

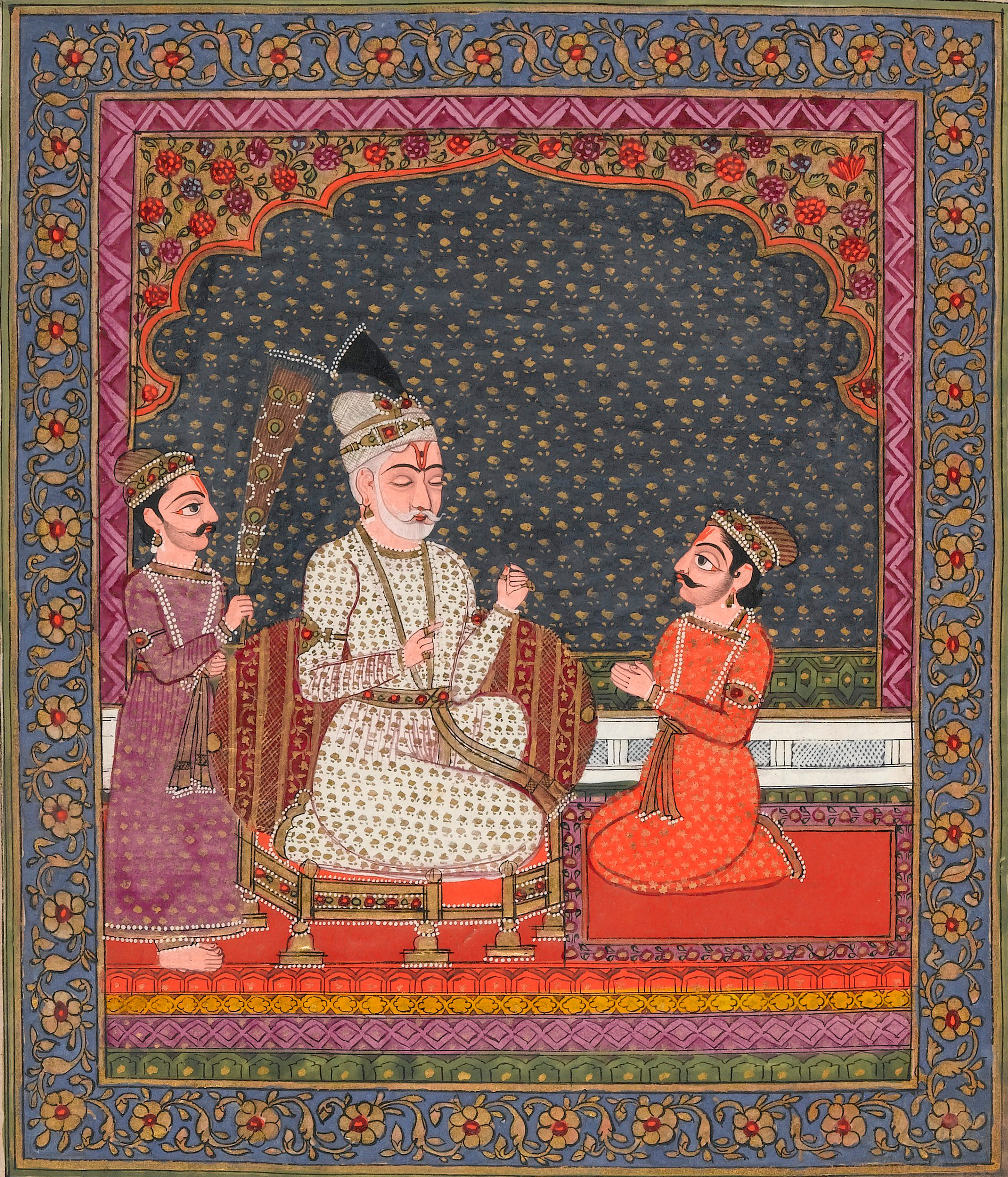
Sanjaya, sūta à la fois barde, ambassadeur, messager et conducteur de char, contant la bataille de Kurukshetra au roi aveugle Dhritarashtra.

Les fonctions de barde et de conducteur de char de guerre pourraient sembler incompatibles et par certains aspects contradictoires. Pourtant, des personnages tels que Sanjaya (en) les remplissent toutes les deux. Il est dans le Mahabharata à la fois le cocher du roi Dhritarashtra, son conseiller, son ambassadeur et celui qui lui conte la bataille de Kurukshetra,,. D'autres comme Lomharshana sont seulement des conteurs et ne remplissent donc pas les devoirs de leur caste qui devrait être de s'occuper de chevaux. Bien que membres d'une caste inférieure, les sūta des épopées et des Purana ne sont pas toujours méprisés des deux-fois-nés et ne sont même pas toujours exclus des rituels religieux. Le Bhagavata Purana raconte ainsi par exemple que lorsque Balarama, le frère de Krishna, tue le sūta Romaharshana, il est accusé par les sages de brahmanicide et doit expier sa faute (Bhagavata Purana X,78),.
Les orientalistes du XIXe siècle tels qu'Eugène Burnouf et Horace H. Wilson interprètent cette double fonction comme étant la conséquence de leur appartenance à une caste mixte. De leur mère brahmane, les sūta héritent de la fonction de barde, tandis que de leur père kshatriya ils héritent de celle guerrière de conducteur de char,.  
La confusion autour du sens à donner au mot sūta a pris une tournure nouvelle avec la découverte de l'Arthasastra de Kautilya en 1905. Ce traité de politique, d'économie et de stratégie militaire probablement écrit au IVe siècle, décrit lui-aussi la caste mixte des sūta et ajoute : « Le Sūta des Purana est au demeurant une personne différente [de la caste mixte décrite précédemment], comme le Māgadha, tenant sa distinction des brahmanes et des kshatriyas. » (Arthasastra de Kautilya III,7),,.
Cette indication claire que les bardes ne sont pas de la caste mixte amène certains sanskristes dont Frederick E. Pargiter (en) à envisager alors dans la première moitié du XXe siècle que le sens du mot sūta ait évolué au cours du temps. Il désignait selon eux initialement des bardes honorables et respectés, chantres, des rois et des dieux. Puis plus tard, ce même mot aurait servi à qualifier la caste mixte méprisée de conducteurs de char,,.
Finalement, l'indianiste Ludo Rocher (en) ne parvient pas à considérer comme décisifs les arguments de la thèse synchronique d'Eugène Burnouf ni ceux de l'approche diachronique portée par Frederick E. Pargiter. Il évoque même une troisième voie : les sūta qui conduisaient les rois en temps de guerre seraient devenus leurs hérauts en temps de paix. Ils auraient ainsi pu assister aux exploits de leur maître sur le champ de bataille et s'en faire ensuite l'écho à la cour.